# Pedro Chico
Pedro Chico Rello (Madrid, 1893-Madrid, 1985) fue un profesor, geógrafo, escritor y dibujante español.

## Biografía
Nacido el 28 de mayo de 1893 en Madrid, fue pensionado por la Junta de Ampliación de Estudios. Contribuyó como dibujante y caricaturista en La Voz de Soria, además de publicar artículos en prensa. Usó como firmas «P. Chico», «Chico» y «P. Ch.». Participante en actividades del Ateneo de Soria y profesor de Geografía en la Escuela Normal de Maestros, ejerció también como concejal del Ayuntamiento de Soria y diputado provincial. En su etapa en Soria vivió en la misma vivienda en la que había residido el poeta Antonio Machado, con quien intercambió correspondencia. Falleció el 2 o el 3 de marzo de 1985 en Madrid. Estuvo casado con Narcisa Gárate Ugarteburu, de la que enviudó en 1955.